# Vlag van Dongen

De tweede vlag van Dongen (sinds 1990)

De vlag van Dongen heeft twee varianten gekend. De eerste vlag werd op 11 maart 1966 per besluit van de gemeenteraad van de Noord-Brabantse gemeente Dongen aangesteld als gemeentelijke vlag. Op advies van de Commissie voor Wapen- en Vlaggenkunde werd de vlag op 20 september 1990 gewijzigd. De Commissie was van mening dat er namelijk geen wapen op de vlag mocht staan en dat de kleuren in de vlag typerend moeten zijn voor de gemeente.

## Omschrijvingen

### Eerste vlag

De eerste vlag van Dongen (1966-1990)

De omschrijving van de eerste vlag luidt als volgt:
Vijf golvende banen van geel, blauw, wit, blauw en geel, in de verhouding van 6:1:1:1:6 en op het midden een witte, rood omzoomde cirkel, waarvan de doorsnede 3/5 van de vlaghoogte bedraagt, met daarop het gemeentewapen.
De vlag bestaat uit vijf golvende banen. Over de middelste drie een witte cirkel met een rode zoom. De doorsnede van de cirkel is 3/5 van de vlag. In de cirkel het wapen van Dongen uit 1817.
De organisatie van een in 1966 gehouden handelsbeurs schonk een kant-en-klare, ei-gele vlag aan de gemeente, ontworpen door de glazenier Jan Willemen. Over de golvende baan heen die de Donge moet voorstellen, is een rode schijf met witte rand geplaatst met in het midden het gemeentewapen. In de hoeken van de oorspronkelijke vlag had men symbolen aangebracht voor de handel, de landbouw, de (industriële) techniek en de schoenen- en leerproductie. Na enige discussie besloot de gemeenteraad het ontwerp te vereenvoudigen door deze symbolen weg te laten. De zo ontstane vlag werd op 11 maart 1966 aangenomen.

### Tweede vlag
Deze vlag werd door de gemeenteraad op 20 september 1989 vastgesteld. De omschrijving van de tweede vlag luidt als volgt:
Drie rode en twee witte banen. De witte banen zijn van kantelen voorzien.
De vlag is gelijk aan het wapen uit 1990: rood, wit, rood, wit, rood met de twee witte banen die aan zowel de onder- als bovenzijde kantelen hebben. Bovenstaande beschrijving is wel erg summier, een betere omschrijving luidt:
Vijf evenhoge banen van rood, wit, rood, wit en rood; de witte banen beurtelings gekanteeld en tegengekanteeld van evenveel kantelen, als de lengte van de vlag zal vereisen; de kantelen met een hoogte van 1/10 van de vlaghoogte; beide kantelen aan de broekzijde reikend tot 1/10 resp. 7/10 van de vlaghoogte.
De vlag was er gekomen naar een voorstel van de Noordbrabantse Commissie voor Wapen- en Vlaggenkunde. De raad van de vergrote gemeente Dongen besloot op 9 juli 1997 deze vlag te blijven voeren.

## Verwante afbeeldingen

Het wapen van Dongen (1817-1990)
Het wapen van Dongen (sinds 1990)

Alphen-Chaam · Altena · Asten · Baarle-Nassau · Bergeijk · Bergen op Zoom · Bernheze · Best · Bladel · Boekel · Boxtel · Breda · Cranendonck · Deurne · Dongen · Drimmelen · Eersel · Eindhoven · Etten-Leur · Geertruidenberg · Geldrop-Mierlo · Gemert-Bakel · Gilze en Rijen · Goirle · Halderberge · Heeze-Leende · Helmond · 's-Hertogenbosch · Heusden · Hilvarenbeek · Laarbeek · Land van Cuijk · Loon op Zand · Maashorst · Meierijstad · Moerdijk · Nuenen, Gerwen en Nederwetten · Oirschot · Oisterwijk · Oosterhout · Oss · Reusel-De Mierden · Roosendaal · Rucphen · Sint-Michielsgestel · Someren · Son en Breugel · Steenbergen · Tilburg · Valkenswaard · Veldhoven · Vught · Waalre · Waalwijk · Woensdrecht · Zundert